# Marco Balbi
Marco Balbi (Milano, 10 giugno 1954) è un doppiatore, dialoghista e attore teatrale italiano.

## Biografia
Laureato in giurisprudenza e diplomato all'Accademia dei filodrammatici di Milano. Ha al suo attivo un centinaio di spettacoli, un terzo dei quali messi in scena dalla Compagnia Stabile del Teatro Filodrammatici di Milano, della quale è stato per molti anni socio, consigliere di amministrazione e vicepresidente.
È stato diretto tra gli altri da Filippo Crivelli, Enrico D'Amato, Guido De Monticelli, Dario Fo, Giorgio Gallione, Nanni Garella, Roberto Guicciardini, Cesare Lievi, Claudio Longhi, Mina Mezzadri, Lamberto Puggelli, Carmelo Rifici, Giancarlo Sbragia, Andrée Ruth Shammah e Lina Wertmüller.
Affianca all'attività di attore teatrale quella di doppiatore e dialoghista negli studi di Milano.

## Teatro

### Attore
- Tre quarti di Luna, di Luigi Squarzina, regia di Enrico D’Amato, Milano, Teatro Filodrammatici, 2 ottobre 1976.
- La mandragola, di Niccolò Machiavelli, regia di Enrico D’Amato, Milano, Teatro Filodrammatici, 7 ottobre 1977.
- Il matrimonio per concorso, di Carlo Goldoni, regia di Lorenzo Grechi, Milano, Teatro Filodrammatici, 21 dicembre 1977.
- Diana: La mazurka bleu, di Ciro Fontana, regia di Filippo Crivelli, Milano, Teatro Filodrammatici, 5 ottobre 1978.
- Una strana quiete, di Renato Mainardi, regia di Lorenzo Grechi, Concorezzo, Teatro San Luigi, 7 febbraio 1979.
- Romeo e Giulietta, di William Shakespeare, regia di Giuliano Merlo, Torino, Parco Sempione, 23 luglio 1979.
- Avventure morte e dannazione di Don Giovanni, testo e regia di Alberto e Gianni Buscaglia, Milano, Teatro Filodrammatici, 7 marzo 1980.
- La luce del giorno, di Giuseppe Parini, regia di Giancarlo Sbragia, Venezia, Conservatorio Benedetto Marcello, 23 febbraio 1981.
- Il barbiere di Siviglia, di Pierre-Augustin Caron de Beaumarchais, regia di Vera Olivero, Milano, Auditorium San Fedele, 10 marzo 1981.
- Pluft, piccolo fantasma, di Maria Clara Machado, regia di Vera Olivero, Milano, Auditorium San Fedele, 1º aprile 1981.
- Clacson, trombette e pernacchi, testo e regia di Dario Fo, Bologna, Palazzo dei Congressi, 8 gennaio 1982.
- Il labirinto, testo e regia di Armand Gatti, Genova, Teatro dell’Archivolto, 20 maggio 1982.
- Tartufo, di Molière, regia di Mina Mezzadri, Brescia, Teatro Grande, 4 dicembre 1982.
- Don Giovanni, di Molière, regia di Mario Morini, Milano, Teatro Nazionale, 14 gennaio 1984.
- Senza parole, di Elena Cenzato, regia di Fabio Mazzari, Milano, Teatro Piccola Commenda, 4 giugno 1984.
- Sei maggio, di Elena Cenzato, regia di Fabio Mazzari, Genova, Chiostro di Santa Maria di Castello, 17 maggio 1985.
- La stangata persiana, di Antonio Porta, regia di Alberto e Gianni Buscaglia, Milano, Teatro Filodrammatici, 14 ottobre 1985.
- Il cavaliere indifferente, di Carlo Goldoni, regia di Silvano Piccardi, Milano, Teatro Filodrammatici, 16 gennaio 1986.
- Criside, di Enea Silvio Piccolomini, regia di Roberto Guicciardini, Milano, Teatro Filodrammatici, 24 giugno 1986.
- O di uno o di nessuno, di Luigi Pirandello, regia di Lamberto Puggelli, Milano, Teatro Filodrammatici, 16 gennaio 1987.
- Scherzi drammatici, di Italo Svevo, regia di Silvano Piccardi, Milano, Teatro Filodrammatici, 31 marzo 1987.
- Ti vedo stanca, di Luigi Spagnol, regia di Fabio Sartor, Milano, Teatro di Porta Romana, 26 giugno 1987.
- La roccia e la Grazia, testo e regia di Paolo Pivetti, Santa Caterina del Sasso, Teatro dell’Eremo, 12 settembre 1987.
- Non tutti i ladri vengono per nuocere e I cadaveri si spediscono e le donne si spogliano, di Dario Fo, regia di Giorgio Gallione, Milano, Teatro Filodrammatici, 17 febbraio 1988.
- Una novità di Pirandello, di Eduardo Rescigno, regia di Lamberto Puggelli, Agrigento, 27 luglio 1988
- Le smanie per la villeggiatura, di Carlo Goldoni, regia di Silvano Piccardi, Milano, Teatro Filodrammatici, 12 ottobre 1988.
- Pilade, di Pier Paolo Pasolini, regia di Lamberto Puggelli, Piccolo Teatro di Milano, 11 maggio 1989.
- Il Conte di Carmagnola, di Alessandro Manzoni, Piccolo Teatro di Milano, 27 ottobre 1989.
- Un episodio, da Anatol di Arthur Schnitzler, regia di Gianni Mantesi, Milano, Spazio Studio, 8 marzo 1990.
- Arialdo e gli straccioni di Dio, testo e regia di Paolo Pivetti, Castello di Cucciago, 14 luglio 1990.
- Verghiana, atti unici di Giovanni Verga, regia di Lamberto Puggelli, Catania, Teatro Verga, 8 novembre 1990.
- Sogno di una notte di mezza estate, di William Shakespeare, regia di Stefano Vizioli, Milano, Teatro dell’Elfo, 25 febbraio 1991.
- Veronica Franco, meretrice e scrittora, di Dacia Maraini, regia di Gino Zampieri, Taormina Arte, 12 agosto 1991.
- Il diavolo non può salvare il mondo, di Alberto Moravia, regia di Gino Zampieri, Piccolo Teatro di Milano, 22 gennaio 1992.
- I sogni muoiono all'alba, di Indro Montanelli, regia di Arturo Corso, Saronno, Teatro Giuditta Pasta, 13 marzo 1992.
- I segreti di una piccola città, di Marco Parma, regia di Riccardo Pradella, Vermezzo, 6 luglio 1992.
- A piacer vostro, di William Shakespeare, regia di Nanni Garella, Milano, Teatro Filodrammatici, 14 ottobre 1992.
- Tommaso Moro, regia di Ezio Maria Caserta, Verona, Chiostro di San Zeno, 24 luglio 1993.
- L'anello magico, di Eduardo Rescigno, regia di Silvano Piccardi, Cantù, 13 gennaio 1994.
- Falstaff, da William Shakespeare, regia di Gabriele Marchesini, Parma, Nuovo Teatro Pezzani, 18 ottobre 1994.
- Un amor tra cani e gatti ovvero l’Arcadia in Brenta, di Carlo Goldoni, regia di Claudio Beccari, Milano, Teatro Filodrammatici, 11 gennaio 1996.
- Il misantropo e il cavaliere, di Eugène Labiche, regia di Claudio Beccari, Milano, Teatro Filodrammatici, 6 novembre 1996.
- Gli amanti sinceri, di Marivaux, regia di Claudio Beccari, Milano, Teatro Filodrammatici, 15 gennaio 1997.
- Ambrogio di Milano, cittadino della storia, regia di Paolo Pivetti, Gallarate, Basilica di Santa Maria Assunta, 23 aprile 1997.
- Anfitrione, di Molière, regia di Claudio Beccari, Milano, Teatro Filodrammatici, 11 novembre 1997.
- Le sorelle ovvero l’errore di Casanova, di Arthur Schnitzler, regia di Claudio Beccari, Milano, Teatro Filodrammatici, 28 gennaio 1998.
- Gli indifferenti, di Alberto Moravia, regia di Claudio Beccari, Milano, Teatro Filodrammatici, 18 novembre 1998.
- George Dandin, di Molière, regia di Giuseppe Emiliani, Milano, Teatro Filodrammatici, 13 gennaio 1999.
- Il re cervo, di Carlo Gozzi, regia di Claudio Beccari, Milano, Teatro Filodrammatici, 1º dicembre 1999.
- I milanes, di Franco Brevini, regia di Claudio Beccari, Milano, Teatro Filodrammatici, 15 marzo 2000.
- Edipo re, di Sofocle, regia di Lamberto Puggelli, Vicenza, Teatro Olimpico, 6 settembre 2000.
- Il deserto dei Tartari, di Dino Buzzati, regia di Guido De Monticelli, Milano, Teatro Filodrammatici, 15 dicembre 2000.
- Un caso clinico, di Dino Buzzati, regia di Claudio Beccari, Milano, Teatro Filodrammatici, 8 febbraio 2001.
- Gadda e Milano, regia di Claudio Beccari, Milano, Teatro Filodrammatici, 14 dicembre 2001.
- Che tempo fa, da testi di Michele Serra, regia di Massimo Navone, Milano, Teatro Filodrammatici, 8 gennaio 2002.
- Sognando l’Italia, testo e regia di Claudio Beccari, Milano, Palazzo Serbelloni, 14 novembre 2002.
- Spoon River, di Edgar Lee Masters, regia di Beppe Navello, Lecco, Teatro della Società, 8 gennaio 2003.
- Caligola, di Albert Camus, regia di Claudio Longhi, Padova, Teatro Verdi, 4 marzo 2003.
- I segreti di Milano, da Giovanni Testori, regia di Corrado Accordino, Milano, La Fabbrica del Vapore, 27 maggio 2003.
- La brocca rotta, di Heinrich von Kleist, regia di Cesare Lievi, Brescia, Teatro Sociale, 4 novembre 2003.
- Top Dogs, di Urs Widmer, regia di Massimo Navone, Milano, Teatro Filodrammatici, 6 maggio 2004.
- I segreti di Milano. Diario anni Cinquanta, da Giovanni Testori, regia di Corrado Accordino, Milano, Teatro Filodrammatici, 8 marzo 2005.
- I segreti di Milano. Diario anni Sessanta, da Giovanni Testori, regia di Corrado Accordino, Milano, Teatro Filodrammatici, 12 aprile 2005.
- Dialoghi mancati, due atti unici di Antonio Tabucchi, regia di Claudio Beccari, Milano, Teatro Filodrammatici, 19 ottobre 2005.
- I segreti di Milano. Diario anni Settanta, di Emilio Russo, regia di Valeria Talenti, Milano, Teatro Filodrammatici, 16 marzo 2006.
- Lunga giornata verso la notte, di Eugene O'Neill, regia di Carmelo Rifici, Teatro Filodrammatici, 9 gennaio 2007.
- I segreti di Milano. Diario anni Ottanta, di Emilio Russo, regia di Paola Rota, Milano, Teatro Filodrammatici, 10 febbraio 2007.
- Il nemico, di Julien Green, regia di Carmelo Rifici, San Miniato, 20 luglio 2007.
- Sinfonia d'autunno, di Ingmar Bergman, regia di Maurizio Panici, Pistoia, Teatro Manzoni, 16 novembre 2007.
- La testa del profeta, di Elena Bono, regia di Carmelo Rifici, San Miniato, 24 luglio 2009.
- Lulù, di Carlo Bertolazzi, regia di Andrée Ruth Shammah, Milano, Teatro Franco Parenti, 21 gennaio 2010.
- Processo a Gesù, di Diego Fabbri, regia di Maurizio Panici, San Miniato, 16 luglio 2010.
- Nathan il saggio, di Gotthold Ephraim Lessing, regia di Carmelo Rifici, Milano, Teatro Grassi, 15 marzo 2011.
- La mandragola, di Niccolò Machiavelli, regia di Claudio Beccari, Milano, Teatro Menotti, 14 giugno 2011.
- El nost Milan. Concerto teatrale per una città, regia di Emilio Russo, Milano, Teatro Menotti, 2011.
- Giulio Cesare, di William Shakespeare, regia di Carmelo Rifici, Milano, Piccolo Teatro Grassi, 12 aprile 2012.
- Sinceramente bugiardi, di Alan Ayckbourn, regia di Antonio Syxty, Milano, Teatro Litta, 12 dicembre 2012.
- Bennisuite, da Stefano Benni, regia di Emilio Russo, Milano, Teatro Menotti, 3 maggio 2013.
- Don Chisciotte. Opera pop, di Miguel de Cervantes, regia di Emilio Russo, Milano, Teatro Menotti, 7 novembre 2013.
- Milanoir Milanuit, di Piero Colaprico, Milano, Teatro Menotti, 26 settembre 2014.
- L'è el dì di mort, alégher!, regia di Emilio Russo e Caterina Spadaro, Milano, Teatro Menotti, 2 ottobre 2014.
- Il malato immaginario, di Molière, regia di Andrée Ruth Shammah, Saronno, Teatro Giuditta Pasta, 23 gennaio 2015.
- Gl'innamorati, di Carlo Goldoni, regia di Andrée Ruth Shammah, Monza, Teatro Manzoni, 10 marzo 2016.
- BAD and breakfast, testo e regia di Rosario Lisma, Milano, Teatro Franco Parenti, 26 maggio 2016.
- Un salto in cielo – Brechtsuite, testo e regia di Emilio Russo, Milano, Teatro Menotti, 8 giugno 2017.
- Delitto e castigo, da Fëdor Dostoevskij, regia di Alberto Oliva, Milano, Teatro Franco Parenti, 16 febbraio 2018.
- La panne, di Friedrich Dürrenmatt, regia di Oliviero Corbetta, Ivrea, Teatro Giacosa, 20 aprile 2018.
- Il fu Mattia Pascal, di Luigi Pirandello, regia di Alberto Oliva, Lodi, Teatro alle Vigne, 29 novembre 2018.
- Trattoria Menotti, testo e regia di Emilio Russo, Milano, Teatro Menotti, 23 maggio 2019.

### Regista
- Woody Allen Café, di Emilio Russo, Milano, Cortile dell’Osservatorio di Brera, 8 giugno 2005.
- Chiamatemi Groucho, di Emilio Russo, Milano, Cortile dell’Osservatorio di Brera, 13 giugno 2006.
- La guerra in fronte, dal diario di Salvatore Montalbano, Milano, Teatro Filodrammatici, 12 novembre 2006.
- A est del fiume Lambro. La classe operaia è in paradiso, di Emilio Russo, Sesto San Giovanni, Spazio Mil, 26 maggio 2007.
- Il fabbricone, di Giovanni Testori, Milano, Accademia di Brera, 11 giugno 2009.
- Il maestro di Vigevano, dal romanzo di Lucio Mastronardi, Milano, Teatro Menotti, 11 maggio 2012.

## Filmografia
- Diego al 100% – serie TV (1985)
- Cri Cri – serie TV, episodio Formaggi a domicilio (1991)
- Casa Vianello – sitcom, episodio Il consulente (1994)
- Cascina Vianello – miniserie TV, puntata 1 (1996)
- Arthur, regia di Nick Rusconi (2015)

## Radio
- Il compleanno del bandito, di Luigi Santucci, regia di Francesco Dama, 4 aprile 1980.
- La vergine Violeta, di Katherine Anne Porter, regia di Francesco Dama, 19 dicembre 1980.
- Le Rozeno, di Camillo Antona Traversi, regia di Lorenza Codignola, 29 luglio 1989.
- Amadeus, di Peter Shaffer, regia di Giorgio Pressburger, 2 febbraio 1991.
- Tutto eseurito, di Claudia Poggiani, regia di Ida Bassignano, 31 dicembre 1992.

## Doppiaggio

### Cinema
- Michael York in I colori della passione
- Ken Stott in  I'll Sleep When I'm Dead
- Anthony Wong Chau-sang in  The Mission
- Robert Donavan in The Frightening
- Frankie Faison in  Adam
- Liam Cunningham ne  La piccola principessa
- Jean Marie-Binoche in Elles
- Dennis Haysbert in Secret Obsession

### Televisione
- Yuriy Kuznetsov in To The Lake

### Soap Opera e Telenovelas
- Dênis Carvalho in Brillante

### Serie animate
- Iceburg, Ryuma, Barbanera (3ª voce), Barbabianca (4ª voce), Momonga (1ª voce) e Urouge (3ª voce, solo nell'episodio 490) in One Piece
- Signor Castoro in Franklin and Friends
- Re delle Midlands e Koca in Berserk
- Mohammed Avdol in Le bizzarre avventure di JoJo OAV
- Loccobarocco in Le bizzarre avventure di JoJo: Stone Ocean
- Baraggan Luisenbarn in Bleach
- Paul Moriyama in Keroro
- Katsutoshi Imai in Due come noi
- Kusanagi Shiyu in X
- Luce in Yu-Gi-Oh!
- Cancelliere Sheppard in Yu-Gi-Oh! GX
- Jin Long in Yu-Gi-Oh! Zexal
- Chiros in King Kong
- Pakkun in Naruto e Naruto: Shippuden
- Leo in Col vento in poppa verso l'avventura
- Ottacoda in Naruto: Shippuden
- Hovis in Catscratch
- Presidente Stratos Pheros in Pac-Man e le avventure mostruose
- Elisio in Pokémon XYZ
- Unicron in Transformers Prime
- Narirama, Rubalt e Pirina in Dragon Ball Super
- Re Crominus in LEGO Legends of Chima
- voce in Adrian
- Mercoledì in Robinson Bigné
- Dougal in La ruota magica
- Wally Walrus in Picchiarello (2ª ediz.)
- Douglas Jenkins in Fuori di zukka
- Lord Dregg in Tartarughe Ninja alla riscossa
- Sindaco in Tre contro tutti
- Gregor (2ª voce) in Un pizzico di magia
- Ginko in Diabolik
- Scafano in Hello Sandybell
- Jean in I ragazzi del Mundial
- Re Lavik in Re Artù, King Arthur
- Giove in Cupido pizzica cuori
- Padre di Relena in Gundam Wing
- Sharko in La sirena, la iena e lo squalo
- Paul Moriyama in Keroro
- Roy Gibson in Metal Armor Dragonar
- 1° vicecomandante terrestre e 2º comandante Exegran in Macross II
- Donaldson in Gatchaman - Battaglia dei pianeti
- Katsutoshi Imai negli OAV di Due come noi
- Ammiraglio Fuji in L'irresponsabile capitano Tylor
- Ebul in Idol Project
- Moroha in Aquarion
- Bartolo in Platinumhugen Ordian
- Capo in Shugo Chara - La magia del cuore
- Gustav Honda in Fire Force
- Cecil Stella in Lo show di Patrick Stella
- Torquato Travolgiratti in Geronimo Stilton
- Geo Noto Soto in Bastard!! - L'oscuro dio distruttore
- Garm in That Time I Got Reincarnated as a Slime
- Aultcray Melromarc XXXII in The Rising of the Shield Hero
- Boris Smirnoff in The Guardians of Justice
- Big the Cat in Sonic Prime
- Norabito Zenin in Jujutsu Kaisen

### Film d'animazione
- Jodor in Lupin III: Il castello di Cagliostro (terzo doppiaggio)
- Giovanni in Pokémon il film - Mewtwo contro Mew
- Entei in Pokémon 3 - L'incantesimo degli Unown
- Il padre di Shizuka in Doraemon - Il film
- Dracula in Batman contro Dracula
- Mobston in One Piece Film: Z
- Barbanera e Momonga in One Piece Stampede
- Solarius il Mago Blu, Briagr il Drago in Il volo dei draghi
- Momonga in One Piece Film: Red

### Videogiochi
- Omnibrain in The Feeble Files (1997)[1]
- Capo dei Dannati, marinaio di Darwin e pilota dell'aereo in Tomb Raider III (1998)[2]
- Ernie, Jones, Joseph Muhlhaven, Signor Fine e Aiuto regista in Black Dahlia (1998)[3]
- Edric O in Dune 2000 (1998)[4]
- Signor Baldini in Gas-Gas entra in gara (1998)[5]
- G-Man, Scienziati e Marines in Half-Life (1998)[6]
- Signore Oscuro e Amici in Heart of Darkness (1998)[7]
- Mark Johnson, Quo'talas e Traghettatore in The Journeyman Project 3 - Il retaggio del tempo (1998)[8]
- Uomo della sicurezza in Half-Life: Opposing Force (1999)[9]
- Legione e Milton T. Pike in Shadow Man (1999)
- Vescovo Delendre, Terradyne Leggero, Hoverdyne leggero e piattaforma di tiro in Ground Control (2000)[10]
- Dimitri Nagarov in A sangue freddo (2000)[11]
- Larson, Ammiraglio Yarofev, Vladimir Kaleta, Werner Von Croy e l'uomo in smoking in Tomb Raider: Chronicles - La leggenda di Lara Croft (2000)
- Terradyne Leggero in Ground Control: Dark Conspiracy (2000)[12]
- Rico Muerte e Jack Lupino in Max Payne (2001)[13]
- Hippo, Padre di Nay, Sobekhotep e Bakkamen in Egypt Kids (2001)[14]
- Detective Norman in Mafia (2002)[15]
- Darkman in BloodRayne (2002)[16]
- Tiberio Livio, Druido Pazzo, Ravgalod, Kushmer, Murdukas, Sharkum e Zorax in Imperivm: La guerra gallica (2002)[17]
- Ganz in Arc - Il tramonto degli Spiriti (2003)[18]
- Bulldozer e Overlord in Command & Conquer: Generals (2003)[19]
- Altre voci in Max Payne 2 - The Fall of Max Payne (2003)[20]
- Crunch Bandicoot in Crash Nitro Kart (2003)[21]
- Moebius in Legacy of Kain: Defiance (2003)
- Bifur e Drago Smaug in Lo Hobbit (2003)[22]
- Hulk Grigio in Hulk (2003)[23]
- Joseph Robbie Robertson in Spider-Man 2 (2004)[24] e Spider-Man 3[25]
- Drizzt in Forgotten Realms: Demon Stone (2004)[26]
- Campbell, Cubo Delle Anime, Han Lee, J.Yezback, J Katayama, Anime dannate e voci di sottofondo in Doom 3 (2004)[27]
- John Tanner in Driv3r (2004)[28]
- Luck in Duel Masters (2004)[29]
- Comandante Spec Ops in Halo 2 (2004)[30]
- Victor 5 in Area 51 (2005)[31]
- Beetle, Shocker e Richard Parker in Ultimate Spider-Man (2005)[32]
- Sam Schieffer in Asterix & Obelix XXL 2: Mission Las Vegum (2005)[33]
- Narratore Russo, Generale Eisenhower e Maresciallo Konev in Axis & Allies (2005)[34]
- Skipper in Madagascar (2005)[35]
- Cosa/Ben Grimm in I Fantastici 4 (2005)[36]
- Brom in Eragon (2006)[37]
- Sultano in Rise of Nations: Rise of Legends (2006)[38]
- Lavoro, Istruttore di Auriga, Fabbricatore di utensili e Coltivatore di verdure in Caesar IV (2006)[39]
- Crunch Bandicoot in Crash Tag Team Racing (2006)[40]
- Miller e Generale in Desperados 2: Cooper's Revenge (2006)[41]
- Candy in Driver: Parallel Lines (2006)[42]
- Khelgar Ironfist in Neverwinter Nights 2 (2006)
- Qualopec in Tomb Raider: Anniversary (2007)[43]
- Ammiraglio David Anderson in Mass Effect (2007)[44]
- Sam Schieffer in Asterix alle Olimpiadi (2007)[45]
- Crunch Bandicoot in Crash of the Titans (2007)[46]
- Prophet in Crysis (2007)[47]
- Romero in Driver 76 (2007)[48]
- Jax in Mortal Kombat vs DC Universe (2008)[49]
- Maestro Shifu in Kung Fu Panda (2008)
- Crunch Bandicoot in Crash: Il dominio sui mutanti (2008)[50]
- Dart Fener in Star Wars: Il potere della Forza (2008)[51], Star Wars: Il potere della Forza II (2010)[52], Star Wars: Battlefront (2015), Star Wars: Battlefront II (2017)[53] e LEGO Star Wars: La saga degli Skywalker (2022)[54]
- Kingpin in Spider-Man: Il regno delle ombre (2008)[55] e Spider-man 3[25]
- Imperatore Yoshiro in Command & Conquer: Red Alert 3 (2008)[56]
- Prophet in Crysis Warhead (2008)[57]
- Mr. White in Quantum of Solace (2008)[58]
- Presidente Prescott in Gears of War 2 (2008)[59]
- Sion e Darius (maestro delle schiacciate e Dio Re) in League of Legends (2009, lingua italiana aggiunta nel 2013)[60]
- Dr. Rutherford in Ghostbusters: Il videogioco (2009)[61]
- Prof Charles Kingston in Indiana Jones e il bastone dei re (2009)[62]
- Hans Grosse in Wolfenstein (2009)
- Warfield in StarCraft II (2010)[63]
- Sergente Stacker in Halo: Reach (2010)
- Terry Stone in Mafia II (2010)[64]
- Eddie e Cap. Smith in Sherlock Holmes e il Re dei Ladri (riedizione del 2010 di Sherlock Holmes versus Arsène Lupin)[65]
- Pigsy in Enslaved: Odyssey to the West (2010)[66]
- Ammiraglio David Anderson in Mass Effect 2 (2010)[67]
- Brawl in Transformers: War for Cybertron (2010)
- Personaggi minori in Assassin's Creed: Brotherhood (2010)[68]
- Greg Thorpe in Deus Ex: Human Revolution (2011)[69]
- Generale Graves in Duke Nukem Forever (2011)[70]
- Portman e Rourke in Rage (2011)[71]
- Nazir in The Elder Scrolls V: Skyrim (2011)[72]
- Presidente Prescott in Gears of War 3 (2011)[73]
- Ammiraglio David Anderson in Mass Effect 3 (2012)[74]
- Belial e il Macellaio in Diablo III (2012)[75]
- Jeff Riggs in Spec Ops: The Line (2012)[76]
- Eddy P. Taggart in Borderlands 2 (2012)[77]
- Achille Davenport in Assassin's Creed III (2012)[78], Assassin's Creed: Rogue (2014)[79]
- Antó in Assassin's Creed IV: Black Flag (2013)[80]
- Jacques de Molay in Assassin's Creed: Unity (2014)[81]
- Henry Raymond in Assassin's Creed: Syndicate (2015)[82]
- Patrick, Wyatt, Halewyn e Surtr in Assassin's Creed: Valhalla (2020)[83]
- Draven in Darksiders II (2012)[84]
- Jeremiah Fink in BioShock Infinite (2013)[85]
- Speaker della modalità multigiocatore in God of War: Ascension (2013)[86]
- Bundry Rothwild in Dishonored: Il pugnale di Dunwall (2013)[87]
- Pezzacarne, Gran Signore Omokk, Bucaniere Acquanera, Corsaro Velerosse, Custode Mogu'Shan, Thaurissan e Distruttore Draconide in Hearthstone (2014)[88]
- Marshal Waits in Alien: Isolation (2014)[89]
- Belial in Diablo III: Reaper of Souls (2014)[75]
- Marcelo Jimenez e Ivan Diaz in The Evil Within (2014)[90]
- Ludwig la Lama Sacra in Bloodborne (2015)[91]
- Kotal Kahn in Mortal Kombat X (2015)[92]
- Dr. Eggman in LEGO Dimensions (2015)
- Emile Chaillon in Valiant Hearts: The Great War[93]
- Dr. Imran Zere in Dying Light (2015)[94]
- Fazione Criminali, modalità multigiocatore in Battlefield Hardline (2015)[95]
- Lord Stratosfear in Skylanders: SuperChargers (2015)
- Colonnello Smith, Generale Gage e Gerald in Fallout 4 (2015)[96]
- Olaf in Heroes of the Storm (2015)[97]
- Big the Cat da Mario & Sonic ai giochi olimpici di Rio 2016 (2016)
- Lubos in Deus Ex: Mankind Divided (2016)[98]
- Albero Deku in The Legend of Zelda: Breath of the Wild (2017),[99] The Legend of Zelda: Tears of the Kingdom (2023)[100]
- Kent Nelson / Dott. Fate in Injustice 2 (2017)[101]
- Il Console in Destiny 2 (2017)[102]
- Shan Yun in Dishonored 2: La morte dell'Esterno (2017)[103]
- Jonathan Warwick in Call of Duty: Black Ops IIII (2018)[104]
- Prospero in Anthem (2019)[105]
- Crunch Bandicoot in Crash Team Racing Nitro-Fueled (2019)[106]
- Bernard Goodwin in Planet Zoo (2019)[107]
- Monaco Myz Kyoshia e Grande Albero Deku in Hyrule Warriors: L'era della calamità (2020)[108]
- Kotal Kahn in Mortal Kombat 11 (2020)[109]
- Generale Phillips in Back 4 Blood (2021)[110]
- Jan Dodonna e Lor San-Tekka in LEGO Star Wars: La saga degli Skywalker (2022)[54]
- Gigante di ferro in MultiVersus (2022)[111]
- Alfred Pennyworth in Gotham Knights (2022)[112]
- Avatar maschile in Wild Hearts (2023)[113]
- Robot Rafik, cadaveri maschili e soldato trascinato via davanti a P-3 in Atomic Heart (2023)[114]
- Buyun, Darragh e Urgem in Diablo IV (2023)[115]
- Caleb in Spider-Man 2 (2023)[116]
- Tetsuzan in Monster Hunter Wilds (2025)[117]